# 華信航空369號班機事故
華信航空369號班機是華信航空執行台北松山往澎湖馬公的例行性航班。2012年8月17日晚間，一架機身註冊編號B-16825的E-190客機在馬公機場執行進場落地時，因氣候條件不佳，跑道場地雨天濕滑，班機於落地後滑出跑道並造成鼻輪毀損，而此次事件並無人員傷亡。

## 事發經過
華信航空AE369號班機於當天晚間8點10分執行台北松山機場往馬公機場的航班，航班預計9點25分抵達目的地機場。而當時馬公機場天氣條件較差，跑道因雨天而有積水情況，當航機在預定時間抵達馬公機場做進場落地時卻滑出跑道造成鼻輪斷裂，機場緊急派出消防隊及工程車輛前往救援並且戒護，全機包含2名飛行員、1名隨機機械工程人員、3名空服員，以及104位旅客均平安；而相關事件也由相關部門通報民航局主管機關進行事件調查。
受到此事件的影響，造成馬公機場關閉直至隔日(18日)上午9點才恢復正常運作，期間共有8個航班取消，影響人數至少450人左右；而事故意外的客機業經修復重新投入營運服務。

## 後續調查
依照行政院飛航安全調查委員會所公佈的調查報告指出：華信航空AE369號班機的飛航組員在執行降落程序時，操控該機仰轉時機過早，未適時將油門收至慢車，於平飄時持續帶桿，導致航機在觸地時滑出跑道著陸區，於前述情況飛航組員並未執行重飛或者中止落地，落地後並未能以最佳減速程序實施，以致於航機偏離跑道滑行至外側草地，致使航機機鼻輪撞擊滑行道邊燈設備造成鼻輪等相關部位損害。

## 改善與建議
依照行政院飛航安全委員會針對本次事件，向國防部空軍司令部、華信航空公司以及交通部民用航空局提出改善建議。
- 國防部空軍司令部的部分:

1. 檢視國內所屬軍民航合（借）用機場，依「國際民航公約第14號附約」及依「民用機場設計暨運作規範」，採取對應措施防止飛機機輪在陷入草地地面時，撞上跑道地帶內物體之堅硬垂直面。

- 華信航空公司的部分：

1. 加強飛航組員於進場落地階段於不同情況下依據手冊建議於進場落地時之操作、判斷及應對處置之訓練。
2. 航空公司應取得充分的降落性能資料，如濕跑道降落距離資料或影響降落距離的條件與限制，製成相關圖表，並考量日常運作的空中距離，製作增加15%安全度之安全距離資料以提供飛航組員做進場時的參考。
3. 研擬於相關手冊中加入與航機偏離正常操作範圍有關之標準呼叫內容。
4. 建議要求飛航組員應於濕滑及大重量/短跑道落地時，按手冊建議選擇Flaps Full之落地外型。

- 交通部民用航空局的部分:

1. 督導華信增加15％安全度之降落距離資料供飛航組員於進場時參考，並於相關手冊中加入與航機偏離正常操作範圍有關之標準呼叫內容，並加強飛航組員相關訓。
2. 檢視國內所屬機場，依「國際民航公約第14號附約」及「民用機場設計暨運作規範」，採取對應措施防止飛機機輪在陷入草地地面時，撞上跑道地帶內物體之堅硬垂直面，另應對精確進場跑道地帶平整區域內之溝渠整平或加蓋，避免航機偏出跑道後遭遇撞擊致損傷。

## 外部連結
- Aviation Safety Network（页面存档备份，存于）